# Глибокий (річка)
Глибокий — річка в Словаччині, у Снинському окрузі Пряшівського краю. Ліва притока Улички (басейн Дунаю).

## Опис
Довжина річки 21 км., похил — 32 м/км. Площа басейну — 97 км².

## Розташування
Бере початок на південно-західних схилах гори Ряба Скала. Спочатку тече на південний схід, а потім на південний захід через Новоселіцю і у національному парку Полонини впадає у річку Уличку, праву притоку Ужа.
Населені пункти вздовж берегової смуги: Збой, Улич-Криве.

## Цікавий факт
- Річка Глибокий після села Збой називається Збойська